# GOLFO

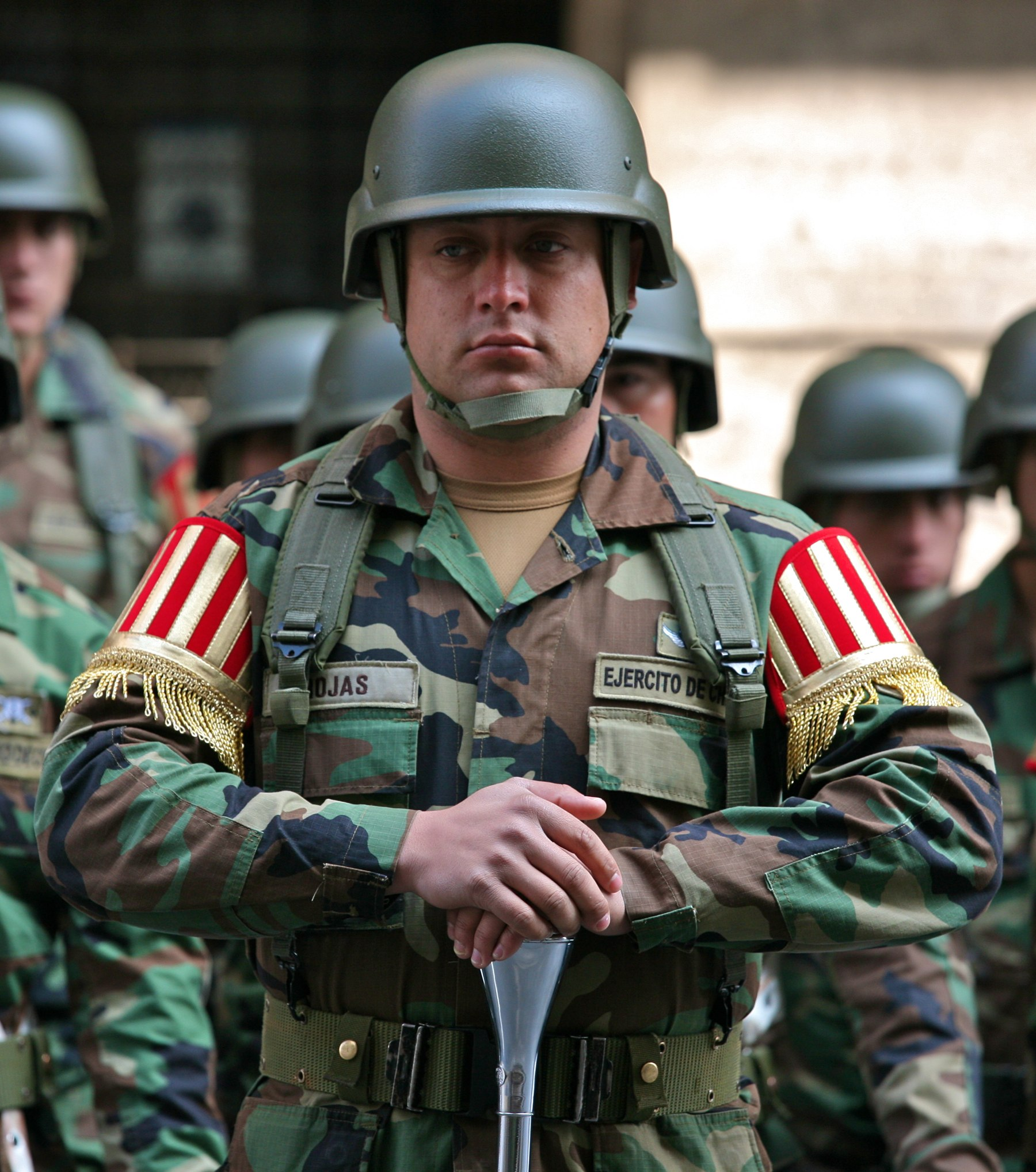

O GOLFO é um capacete de combate de origem chilena emitidos para o Exército Chileno. O capacete é feito localmente pelo Baselli Hermanos Brothers S.A,, de kevlar e foi introduzido em 2000. Ele é capaz de parar um projétil de 9×19mm a 310m.